# Vanga curvirostris
El vanga picudo (Vanga curvirostris) es una especie de ave paseriforme de la familia Vangidae. Es monotípica dentro del género Vanga.

## Taxonomía
Se reconocen dos subespecies:
- V. curvirostris curvirostris (Linnaeus, 1766) - habita por casi todo Madagascar
- V. curvirostris cetera Bangs, 1928 - solo habita en el sur de la isla

## Distribución geográfica y hábitat
Es endémica de Madagascar. Sus hábitats naturales son los bosques secos subtropicales o tropicales, bosques bajos húmedos subtropicales o tropicales, y los bosques montanos húmedos subtropicales o tropicales.